# Olympia Theatre
L'Olympia Theatre è un teatro, adibito spesso a sala concerti, situato a Dublino, capitale dell'Irlanda. Ha una capienza di 1 289 posti a sedere e 1 621 in piedi.
Sorge in Dame Street e fu inaugurato nel 1879 con il nome di The Star of Erin Music Hall, cambiò nome in Dan Lowrey's Music Hall nel 1881, poi in Dan Lowrey's Palace of Varieties nel 1889 e in The Empire Palace nel 1897. Nel 1923 assunse l'attuale denominazione.
Dal 2021 è noto anche come 3Olympia per ragioni di sponsorizzazione con la compagnia telefonica Three Ireland.
Nel 1974 fu chiuso a causa di danni strutturali che resero necessari lavori di restauro e ammodernamento, che si conclusero nel 1977, anno della nuova riapertura.